# Kristen mystik

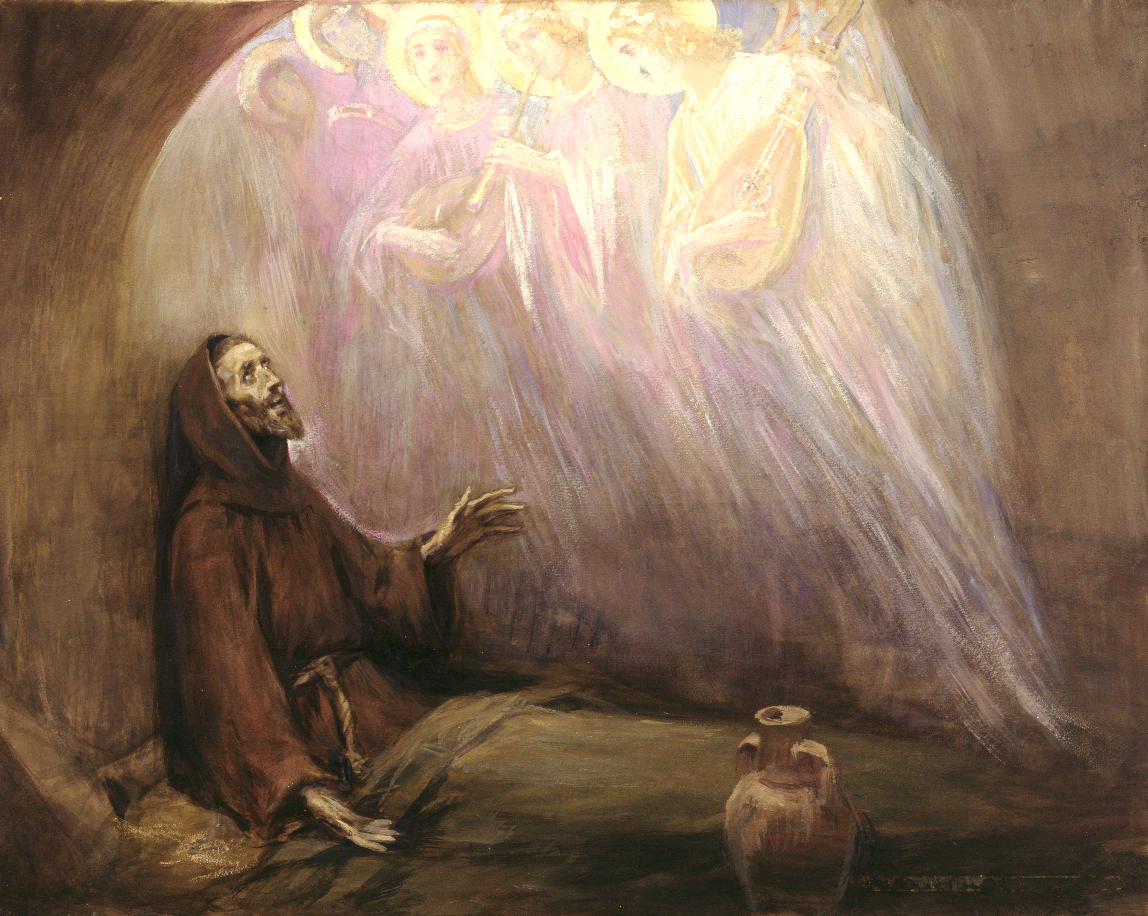
Franciskus av Assisi liv av José Benlliure y Gil

Kristen mystik är den mystik (grekiska μυστικός, mystikos, fördold, initierad; latin mysticus) som förekommer inom kristendomen.

## Kristen mystik som begrepp
Mystik är en samlingsterm för erfarenheter av möten eller enhetsupplevelser med det absoluta, den yttersta verkligheten eller Gud. Mystik förekommer i många kulturer, men relationen till institutionaliserade religioner har ibland varit ansträngd. I reformatorisk kristendom har det exempelvis ofta funnits en skepsis mot mystik. I romersk-katolsk tradition har mystiken haft en mer självklar plats, och inom de ortodoxa kyrkorna görs ingen åtskillnad mellan teologi och mystik, något som bland annat beskrivits av Vladimir Losskij. 
Ordet mysterion nämns 27 gånger i Nya testamentet, av allt att döma med betydelsen "det som är fördolt och endast öppet för de invigda".
I exempelvis buddhistisk och hinduisk meditation är enhetsupplevelser, samadhi (hopsättning) ett mål. Att i kristen mystik eftersträva enhetsupplevelse, unio mystica, enhet mellan människa och Gud, inte bara ett möte "ansikte mot ansikte" (visio beatifica i kristet språkbruk), har ibland varit problematiskt utifrån den traditionella synen på synd i kristendom. Identitetsupplevelse mellan människa och Gud, utplånandet av distansen dem emellan, uppfattades som kätteri av kyrkan under medeltiden.  
Vägen till upplevelsen av enhet med Gud har i den kristna mystiken beskrivits på olika sätt, exempelvis som instigandet i den inre borgen som Teresa av Ávila skrev om. Ett mönster som återkommer hos många författare är en process i tre steg, där enhetsupplevelsen, föreningen, närmast föregås av upplysning eller skådandet av det gudomliga ljuset respektive det inledande steget själens rening. Den kristna mystikerns huvudsakliga praktik i denna process utgörs av kontemplation. 
För att skilja mellan österländsk enhetsupplevelse och kristendomens personliga gudserfarenhet ställde Nathan Söderblom termen "oändlighetsmystik" mot "personlighetsmystik" (Robert Charles Zaehner använde termerna "enhetsmystik" och "teistisk mystik" på motsvarande sätt). 

## Historik
Traditionellt var det profeterna som förmedlade uppenbarelser från Gud. Inom religioner med en helig skrift är denna vanligtvis den huvudsakliga förmedlaren av uppenbarelse; inom kristendomen finns dessa skrifter samlade i Bibeln. Profeternas uppenbarelser finns beskrivet i Gamla Testamentet, som är en del av den kristna religiösa traditionen. Det är dock inte bara vissa utvalda profeter som upplever Guds andes närvaro i Bibeln utan även vanliga människor. Själva uppenbarelsen, där lekmannen eller profeten är i närkontakt med Gud (bortom tid och rum), påverkade mycket starkt de som beskrev händelsen.
Några exempel på kristna mystiker är Dionysios Areopagita på 500-talet, Mäster Eckhart på 1200-1300-talet, Katarina av Siena, italiensk mystiker från 1300-talet författare till skriften "Dialog", Jacob Böhme (1575-1624), tysk religionsfilosof och mystiker, Johann Arndt och Johann Gerhard (inom lutherdomen), Teresa av Ávila, en av den spanska mystikens stora namn på 1600-talet, Madame Guyon (1648-1717) fransk författare och mystiker, samt företrädare för kvietismen och William Blake, engelsk visionär skald, målare och grafiker.
Många författare inom kristen mystik får uppenbarelser med gudomligt eller andligt ursprung. Detta blir för dem då en alternativ kunskapsgrund vid sidan om empirisk och rationalistisk kunskap. För kristna mystiker är oftast Jesus, Maria, änglar, helgon och Gud källor till dessa visoner, autitioner eller uppenbarelser.
Den religiösa innerligheten och insikt går under namnet "gnosis", som betyder insikt, av de kristna gnostikerna. Andra kristna skulle beskriva det som fullständig "frälsning".  
Ofta är språket som huvudströmningarna inom religionerna är otillräckliga för att beskriva och förklara erfarenheter och förhållanden. Dessa uppenbarelser är mycket individuella, och etablerade religiösa begrepp och ortodoxins språk räcker inte till. Detta har ofta skapat en viss spänning mellan mystikernas direkta upplevelser och den etablerade kristna ortodoxiens ledare. Mystiken tar inte sällan hjälp av paradoxer just för att språket inte räcker till.

## Kristen mystik i Sverige
Intresse för mystik har funnits bland teologer i Svenska kyrkan under lång tid, exempelvis i form av Bergmankretsen  som utgjorde en del av Stockholmsmystiken. Hans Hof (1922-2011), teolog och professor i religionspsykologi, grundare av stiftelsen Mäster Eckhartsällskapet, har haft stor betydelse för den kristna mystiken i Sverige.  Men framför allt har enskilda lekmän framträtt som mystiker, bland annat personerna i Flodbergskretsen.
Svenska kyrkan har officiellt öppnat sig alltmer för kristen mystik, delvis under inflytande från Dag Hammarskjöld, K. G. Hammar och Martin Lönnebo. Detta har ibland mött viss kritik. År 2023 formaliserades Sällskapet Nous av personer som är aktiva inom Svenska kyrkan i syfte att bedriva fördjupning i kristen mystik. Med bas i Sällskapet har Nätverket för mystagogiskt lärande, som riktar sig till yrkesverksamma inom Svenska kyrkan, samt podcasten Den fördolda världen och ett antal lokala grupper kring bönepraktiken Hjärtats bön, en bönepraktik med rötter i den tidiga kyrkan i form av bland annat Ökenfäderna, vuxit fram.
Utanför Svenska kyrkan har Ekumeniska kommuniteten vid Bjärka-Säby sedan 1996 samlat personer från olika kristna traditioner till fördjupning i bland annat den kristna mystiken. 